# Dioniso del Tevere
Il Dioniso del Tevere è una statua in bronzo che ritrae Dioniso, il dio greco del vino. Questa statua misura 150 centimetri di altezza e presenta delle somiglianze con le opere di Prassitele e degli artisti più rinomati dell'epoca di Adriano e Antonino Pio. Attualmente è conservata al Museo Nazionale Romano presso il Palazzo Massimo alle Terme di Roma.

## Storia
La statua venne scoperta nel 1885, durante la costruzione di uno dei piloni del ponte Garibaldi, progettato dall'architetto Angelo Vescovali. Nel 1891, nella stessa area venne scoperto l'Apollo del Tevere, che si trova nel medesimo museo. Tra il 1984 e il 1985 l'opera fu soggetta a un restauro conservativo. Il suo numero d'inventario è 1060.

## Descrizione

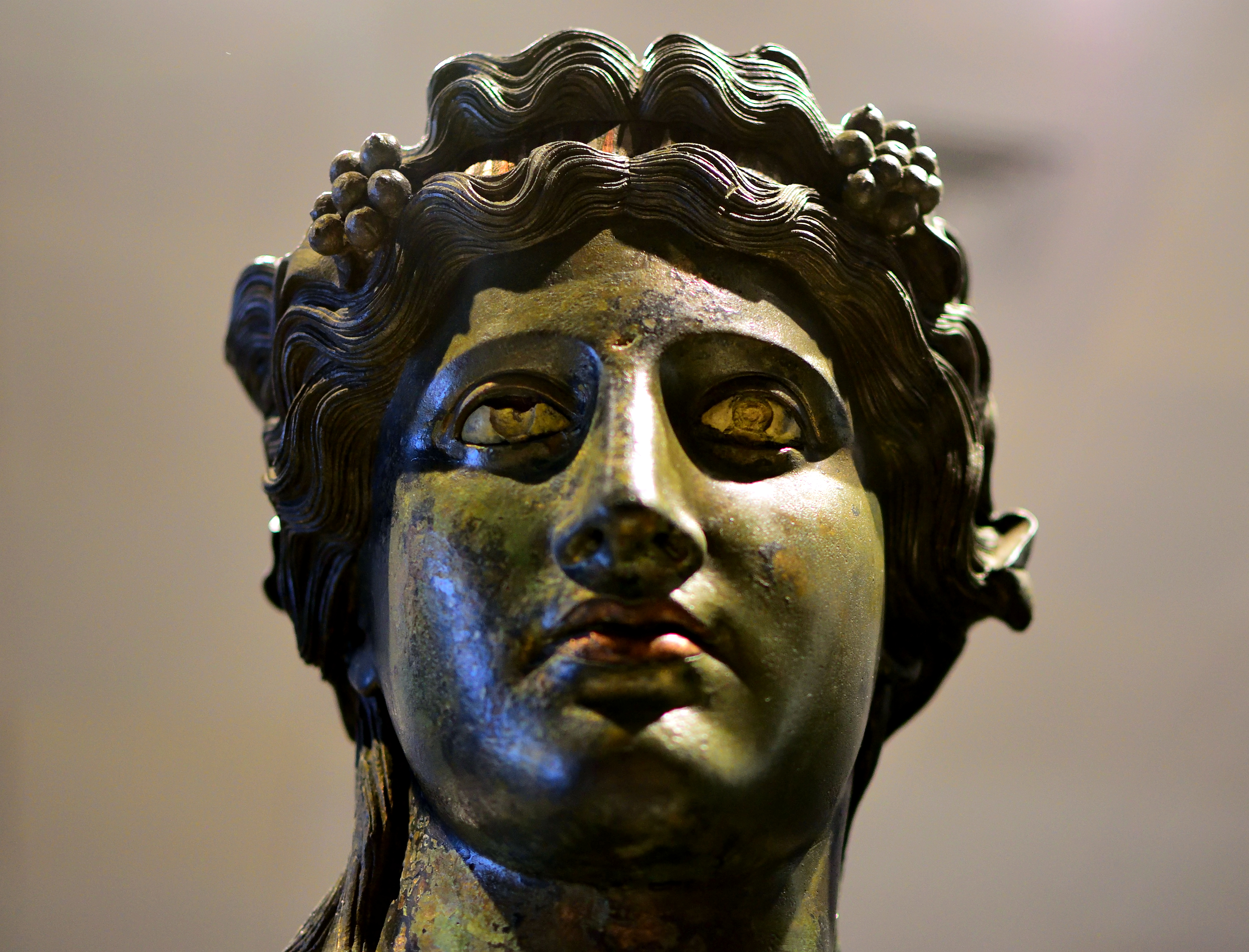
Un dettaglio del volto di Dioniso.

La statua ritrae un Dioniso nudo, di tipo giovanile, appoggiato sulla gamba destra, mentre la sinistra è flessa marcatamente. Il dio è appoggiato sull'avampiede e con il braccio sinistro regge un tirso, un suo attributo tradizionale. La sua testa è cinta da una coroncina con dei pampini, un altro suo attributo.
L'opera fa riferimento a un modello famoso, il cosiddetto "Dioniso di Woburn Abbey", creato alla metà del IV secolo a.C., del quale si conoscono più di venti copie e varianti. Questo è il primo tipo di statua che ritrae il dio nudo e giovane, ed ebbe un grande successo nelle epoche ellenistica e romana. La posizione del braccio sinistro, tuttavia, differisce da quella che si vede negli esemplari della gliptoteca Ny Carlsberg di Copenaghen e nella statua degli Horti Lamiani dei Musei Capitolini. Paul Zanker sostiene che la composizione della statua tiberina deriva dal cosiddetto "Atleta Stefano", una creazione romana classicista del I secolo a.C., modificata con l'aggiunta della capigliatura lunga e ondulata. Ciò fa dell'opera una creazione eclettica dell'epoca imperiale e che indica il gusto classico di questa epoca. Le pupille incise e lo spessore notevole delle palpebre superiori suggeriscono una datazione adrianea o antonina ed è stata proposta una provenienza campana.